# Вільяр-дель-Посо
Вільяр-дель-Посо (ісп. Villar del Pozo) — муніципалітет в Іспанії, у складі автономної спільноти Кастилія-Ла-Манча, у провінції Сьюдад-Реаль. Населення — 103 особи (2010).
Муніципалітет розташований на відстані близько 180 км на південь від Мадрида, 15 км на південь від Сьюдад-Реаля.

## Демографія
Динаміка населення (INE ):